# 鬼塚俊秀
鬼塚 俊秀（おにつか としひで　1982年6月12日 - ）は、日本の俳優。鹿児島県出身。所属事務所はフロム・ファーストプロダクション レディバード。身長172cm。

## 経歴
2000年上京と同時にフリーで俳優活動を開始。2000年映画『青の写真』に主演しデビュー。その後もフリーのまま舞台を中心に活動。
「上京したが、どうすれば役者になれるのかわからなかった」と語る通り、初めはテレビドラマのエキストラやスタントマンのアシスタントなどもやっていた。
2004年シンガポールを代表するケルビン・トン（唐永健）監督の映画「1942」日本人キャストオーディションで主演の「藤井軍曹」役を勝ち取る。無名で無所属の日本人俳優が主演をつとめるという異例の出演となった。
その後、様々な劇団、演劇ユニットに出演。自身でも演劇ユニット「726」を主宰。726旗揚げ公演の「夏目漱石　こころ」では客席の左右後方に立ち見客が入り、小劇場では異例の大盛況となった。
本人は「個性の無い、普通の人です」と語っているが、共演者からは「役になると完全に別人になる」と言われるほど、芝居では幅広い役を作品に合わせて自然体で演じる。
オーディションを経た海外作品でのメインキャスト・レギュラーキャストの経験がある俳優なので、今後、国内作品でも活躍が期待されている。

酒好きとして知られ、趣味は酒屋巡り。特に焼酎、日本酒は「毎週、最低１回はどこかの酒屋に行く」と言うほど嗜んでいる。「都内でも、旅先でも、いろんなお店の店員さんから、お酒のことを教えてもらうのが楽しい」と語っている。
演劇ユニット726の旗揚げ時に親交のあるラーメンズ・片桐仁から応援コメントが寄せられた。
2012年の舞台『グッバイ・エイリアン』で片桐仁演じる主人公の最後の敵役「秋吉刑事」を演じた以降は映像を中心に活動している。
2015年からはナレーションでも活動している。
2018年3月にる・ひまわり製作で726で企画・原案をした坂口安吾『白痴』のリメイクが決定。
2018年オーディションを経てNHK大河ドラマ『西郷どん』に出演。瑛太、町田啓太、天野義久と島津四天王堀次郎役を演じる。
2019年日本人キャストオーディションを経てロシア国営放送の連続ドラマ『ゾルゲ』に出演。日本の大河ドラマに位置する作品でロシアの人気俳優らと並び、ゾルゲの右腕宮城与徳役を演じる。
2020年新型コロナウイルス拡大時の緊急事態宣言中に、外出自粛を行っている人向けにyoutubeで朗読を公開。
2021年オーディションを経て中国映画『唐人街探偵 東京MISSION』に出演。三浦友和演じる渡辺勝役の青年期を演じる。雨の中、奥田瑛二との二人だけの激しいシーンとなった。
2023年VACANCY（ベイカンシー）を立ち上げ。映像作品はVACANCY FILM、ライブイベントはVACANCY LIVEの名義で活動開始。6月28日立ち上げと同時に第一作目の「相談ダイヤル」を公開。脚本・監督を担当し、主演は上野一稀。

## 主な出演作品

### 映画
- 青の写真（2001年） 主演 青木ジュン 役
- 夢の中へ（2005年）
- タナカヒロシのすべて（2005年）
- シンガポール映画「1942」（2005年） 主演 藤井軍曹 役
- 相棒 -劇場版II- 警視庁占拠! 特命係の一番長い夜（2010年） 記者 役
- ダムライフ（2011年） ヨシカワ 役
- TOKYO TRIBE（2014年） ツン 役
- カイジ ファイナルゲーム（2020年） 黒崎の側近 役
- 唐人街探偵 東京MISSION（2021年） 若い頃の渡辺勝 役
- ROADING...（2023年） 大橋幹男 役
- ウルトラマンアーク THE MOVIE 超次元大決戦!光と闇のアーク（2025年） 地球防衛隊地上部隊隊長 役
- 満天の星の下で（2025年公開予定）[1]

### テレビ
- 仮面ライダー龍騎（2002年・テレビ朝日）
- マノスパイ〜エピソード0（2010年・TBS WEB）
- ケータイ刑事 銭形結 第7・8・9話（2010年・BS-TBS）
- 歴史秘話ヒストリア 西郷兄弟 西郷従道 役（2012年・NHK）
- 水曜ミステリー9 ソタイ 組織犯罪対策課2 ミフネ 役（2016年・テレビ東京）
- 水曜ミステリー9特別企画 乃南アサ サスペンス「鎖 女刑事 音道貴子」 （2016年・テレビ東京）
- Xmasミステリー特別企画 ホテル警備隊　田辺素直（2016年・テレビ東京）
- 野武士のグルメ 第5話（2017年・NETFLIX）
- 連続ドラマ ゾルゲ 3opre 宮城与徳 役〈2018年・ロシア１国営テレビ）
- 大河ドラマ西郷どん 堀次郎 役 第21～25話（2018年・NHK）
- 夢食堂の料理人～1964東京オリンピック選手村物語～ 重田 役（2019年・NHK）
- 鬼火 警視庁強行犯係・樋口顕 津田和也 役（2020年・テレビ東京）
- 大豆田とわ子と三人の元夫 市橋 役　7～9話（2021年・フジテレビ）
- 元彼の遺言状 斉藤 役　第3話（2022年4月期 月9ドラマ・フジテレビ）
- PICU 小児集中治療室 綿貫順平 役（2022年10月期 月9ドラマ・フジテレビ）
- Believe-君にかける橋- 長岡 役（2024年4月期 開局65周年記念作品　木9ドラマ・テレビ朝日）
- 離婚弁護士 スパイダー〜慰謝料争奪編〜 第5話（2024年11月2日、日本テレビ）[2]
- 特捜9 final season 第7話（2025年5月21日、テレビ朝日） - 平井紘太 役[3]

### 舞台
- 「クラブフラミンゴ」
- 「笑う門には福来る」
- 「コンビニ」
- RUN-BEAT「SIN 〜秘密既知のシロ〜」
- RUN-BEAT「ストックホルム症候群 〜あなたの場合〜」 主演
- RUN-BEAT「雨間〜メリーさんの羊〜」 W主演
- 「さらば愚かなる君に愛を問う」
- RUN-BEAT「SPA」
- 劇団鳥獣戯画「おはこ」
- 劇団鳥獣戯画「カリフォルニア・ドリーミン」
- RUN-BEAT「5年生のはなし」
- 726「夏目漱石 こころ」 主演
- 726ライブ「725→726」作・演出・出演
- 「いどばかいぎ」
- 鬼塚俊秀完全一人芝居「フーセンの人」作・演出・出演
- 726「太宰治 走れメロス」 主演
- 北京蝶々「アンゲーテッドコミュニティ」
- 726「坂口安吾 白痴」 主演
- BS-TBS「ケータイ刑事 銭形結」
- る・ひまわり「遠ざかるネバーランド」
- 劇団ハイリンド「牡丹灯籠」
- リーディング公演「サルマ」 作・演出・出演
- 劇団とくお組（作・演出 徳尾浩司）「クッキングvol.3」
- 劇団とくお組（作・演出 徳尾浩司）「深夜の市長」
- 劇団ニコルソンズ（作・演出 木下半太）「鈴木ごっこ」
- 劇団ニコルソンズ（作・演出 木下半太）「グッバイ・エイリアン」

### CM
- NTTdocomo 「ケータイ家族」 長男役 （モデル・2000年）
- バンダイ「ワンピースキングス」 イメージキャラクター キャプテンキングス役（赤髪のシャンクス）（2013-14年）
- KIRIN「のどごし生」（TVCM・2015年）
- 株式会社マーベラス「剣と魔法のログレス いにしえの女神」（TVCM・2015年）
- マクドナルド「しょうが焼きバーガー ヤッキー篇」（TVCM・2017年）
- タケダ アリナミンV「疲労回復大臣篇」（TVCM・2019年）
- イオン 「イオンクリスマス」（TVCM・2019年）
- NTTコミュニケーションズ（TVCM・2021年）
- 三井不動産「みつけてドア」篇（TVCM・2021年）
- ローカルミエルカ「わざわざ来たのに」篇（TVCM・2021年）
- 三國志真戦１周年記念ドラマ「知略を愛する者たちよ」篇　主演（2022年）
- 東京海上日動あんしん生命「私たちが叶えられるあんしん」篇（2022年）
- リブ・ラボラトリーズ「リブラボな人」篇（2022年）
- 野村アセットマネジメント「新しい応援PROJECTはじまる。」篇（2022年）
- 三菱UFJ銀行 法人口座「世界の端っこから」篇（2023年）

### CMナレーション
- ENEOS「聖火はいつも未来を照らす」篇 （TVCMナレーション・2015〜2020年）
- 日立グローバルブランドキャンペーン「IT’S OUR FUTURE」シリーズ（TVCMナレーション・2015年〜2016年）
- 日立グローバルブランドキャンペーン「未来は、オープンだ。アイデアで変えられる。」シリーズ（TVCMナレーション・2016年〜2019年）
- 日立 世界・ふしぎ発見!30周年スペシャルCM「30年の出会い篇」（TVCMナレーション・2017年）
- アサヒ飲料「和紅茶」（TVCMナレーション・2022年）